# 戦争と平和の法
『戦争と平和の法』（せんそうとへいわのほう、ラテン語: De jure belli ac pacis）は、1625年に出版された、オランダの法学者フーゴー・グローティウスのラテン語著作。彼の主著であると同時に、近代国際法を初めて体系的に基礎づけた著作でもある。正式な題名は『戦争と平和の法に関する三巻 - 自然法、諸国民の法 (万民法)、それに公法の諸原則に関する説明』(De jure belli ac pacis libri tres. In quibus jus naturae & gentium: item juris publici praecipua explicantur)という。戦争の正当原因について述べたことで有名であり、グロティウスが「国際法の父」と評価されるときその根拠としてあげられるのが同書である。
グロティウスの意図は宗教戦争の悲惨さの緩和のために人間の理性に基づいた普遍人類法の存在の証明であったため、主権国家を構成単位とする近代国際法に比べ中世的性格をもつ。

## 構成
全3巻からなる。
- 序言
- 第1巻 - 全5章
  - 第1章 - 戦争とは何か、法とは何か
  - 第2章 - 戦争の合法性
  - 第3章 - 公戦と私戦の区別、主権の説明
  - 第4章 - 従属者の優位者に対する戦争
  - 第5章 - 合法的戦争の主体
- 第2巻 - 全26章
  - 第1章 - 戦争の原因について、第1、自己および財産の防衛
  - 第2章 - 万人に共通して属する物について
  - 第3章 - 物の原初的取得について、特に海と河川について
  - 第4章 - 推定的放棄とそれに続く占有について、その使用取得や時効取得との相違
  - 第5章 - 対人権の原初的取得について、ならびに親権、婚姻、結合、および従属者と奴隷に対する権利について
  - 第6章 - 自らの行為に由来する取得（所有・購入）について、ならびに統治や統治者に属するものの譲渡について
  - 第7章 - 法規による承継的取得について、ならびに無遺言相続について
  - 第8章 - 一般に万民法による取得と呼ばれる所有権について
  - 第9章 - 支配権と所有権が消滅する時
  - 第10章 - 所有権から生じる義務について
  - 第11章 - 約定について
  - 第12章 - 契約について
  - 第13章 - 宣誓について
  - 第14章 - 統治権力者の約定・契約・宣誓について
  - 第15章 - 統治者自身による、またその命令によらないで締結された公的条約について
  - 第16章 - 翻訳について、ないしは約定や協約の趣旨の説明方法について
  - 第17章 - 危害による損害と、そこから生じる義務について
  - 第18章 - 使節権について
  - 第19章 - 埋葬権について
  - 第20章 - 刑罰について
  - 第21章 - 刑罰の分配について
  - 第22章 - 戦争の不正な原因について
  - 第23章 - 戦争の不審な原因について
  - 第24章 - 正当な理由に拠っても軽率に戦争すべきではないという忠告
  - 第25章 - 他者のために行われる戦争の原因について
  - 第26章 - 他者による参戦命令下にある者を正当化する根拠について
- 第3巻 - 全25章
  - 第1章 - 自然法に基づく、戦争時において許され得る事柄についての一般的規則、ならびに詐欺・虚言について
  - 第2章 - 万民法に基づく、従属者の財産が支配者の債務によって拘束される場合、ならびに報復について
  - 第3章 - 万民法に則った正当正式な戦争について、ならびにその宣戦について
  - 第4章 - 正式な戦争において敵を殺害する権利、ならびに敵に対して加えられる他の敵対行為について
  - 第5章 - 略奪品と略奪について
  - 第6章 - 戦争時の取得物に関する権利について
  - 第7章 - 捕虜に対する権利について
  - 第8章 - 敗戦者に対する支配権について
  - 第9章 - 戦後復権について
  - 第10章 - 不正な戦争において行われる事柄に関する警告
  - 第11章 - 正戦における殺戮権の緩和
  - 第12章 - 敵国に対する略奪その他類似の事柄にまつわる緩和に関して
  - 第13章 - 戦時取得物に関する緩和
  - 第14章 - 捕虜に関する緩和について
  - 第15章 - 支配権の取得に関する緩和
  - 第16章 - 万民法により戦後復権の対象外となるものに関する緩和
  - 第17章 - 戦争における中立者について
  - 第18章 - 公戦において私的に行われた事柄に関して
  - 第19章 - 敵相互間の信義に関して
  - 第20章 - 戦争を終了させる公的信義に関して、ならびに平和条約、抽籤、合意による戦闘、仲裁裁判、降伏、人質および担保について
  - 第21章 - 戦争中の信義について、ならびに休戦、護照権、捕虜の償還について
  - 第22章 - 戦争における下位権力者の信義に関して
  - 第23章 - 戦争における私人の信義について
  - 第24章 - 黙示的信義について
  - 第25章 - 結論、信義順守と和平模索の勧告

## 日本語訳
- 一又正雄訳 『戦争と平和の法』 全3巻 1989年 酒井書店
  - 一又正雄訳 『戦争と平和の法』 全3巻 1950年-1951年 巌松堂